# NGC 5614
NGC 5614 ist eine Spiralgalaxie vom Hubble-Typ Sab im Sternbild Bärenhüter. Gemeinsam mit ihren Begleitern NGC 5613 und NGC 5615 bildet sie das interaktive Trio Arp 178. Halton Arp gliederte seinen Katalog ungewöhnlicher Galaxien nach rein morphologischen Kriterien in Gruppen. Diese Galaxie gehört zu der Klasse Galaxien mit schmalen Gegenarmen.
Die Galaxie wurde am 1. Mai 1785 von dem deutsch-britischen Astronom William Herschel entdeckt.

## Einzelnachweise

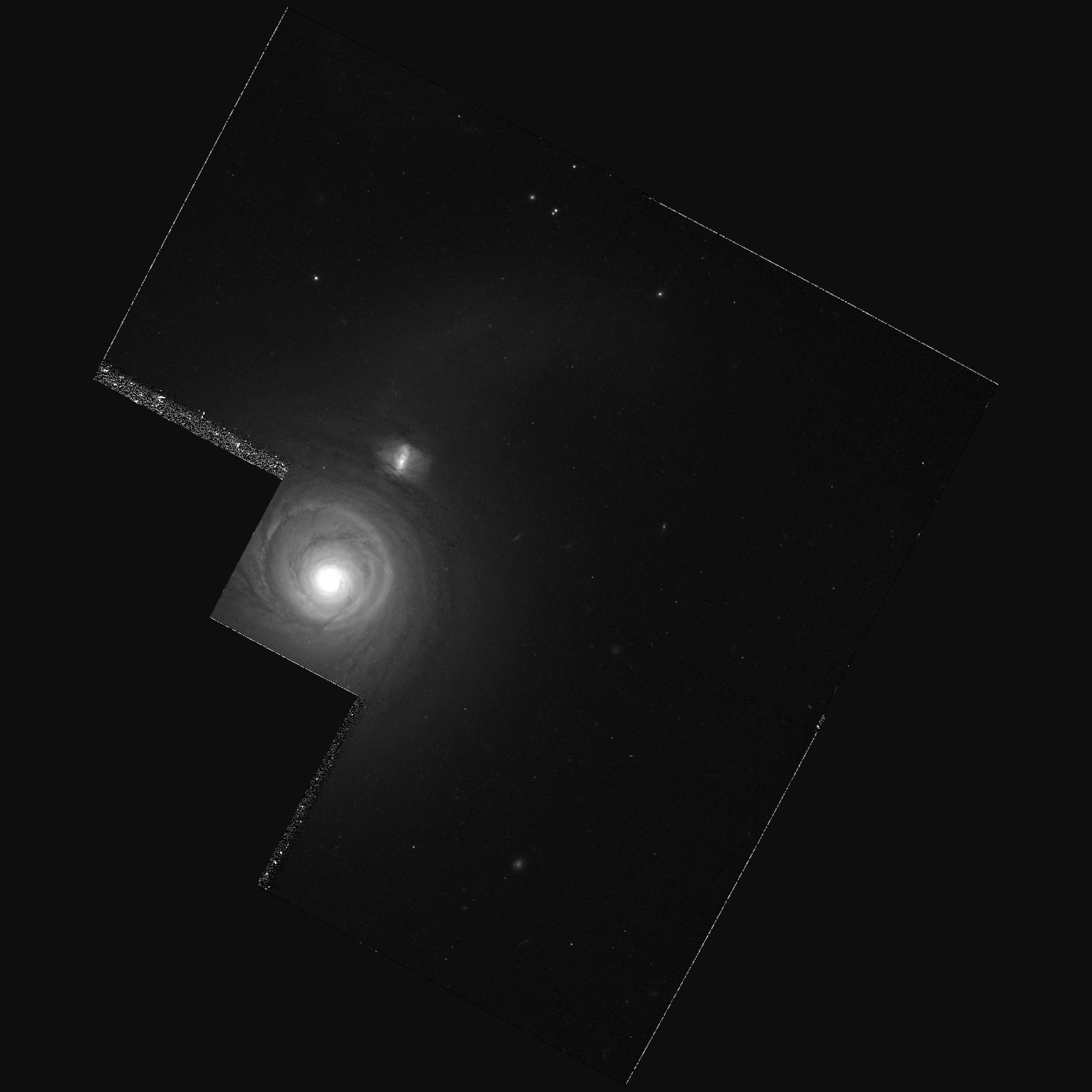
Die Galaxien NGC 5614 und, kleiner NGC 5615 in einer hochaufgelöste Aufnahme des Hubble-Weltraumteleskops

## NGC 5614-Gruppe (LGG 380)
| Galaxie  | Alternativname | Entfernung/Mio. Lj |
| -------- | -------------- | ------------------ |
| NGC 5614 | PGC 51439      | 177                |
| NGC 5533 | PGC 50973      | 176                |
| NGC 5579 | PGC 51236      | 164                |
| NGC 5615 | PGC 51435      | 180                |